# 瑪麗·維多利亞·漢密爾頓
瑪麗·維多利亞·漢密爾頓（英語：Mary Victoria Hamilton，1850年12月11日—1922年5月14日），蘇格蘭貴族，第十一代漢密爾頓公爵威廉·漢密爾頓與巴登公主瑪麗·阿美莉埃的女兒。

## 家庭
1869年，瑪麗·維多利亞和摩納哥的阿爾貝王儲結婚，兩人的獨子即為日後的路易二世。
瑪麗·維多利亞和阿爾貝的婚姻於1880年被廢止。同年，瑪麗·維多利亞和匈牙利貴族費斯特提斯·塔齊洛結婚，兩人共有1子3女：
1. 瑪麗亞·瑪蒂爾德（1881年－1953年），與菲斯滕貝格的卡爾·埃米爾結婚
2. 費斯特提斯·格奧爾齊（匈牙利语：Festetics György (diplomata)）（1882年－1941年）
3. 亞歷山德拉（1884年－1963年）
4. 卡羅拉（1888年－1951年）